# Alemanys de Jutlàndia Meridional

Bandera dels Alemanys de Jutlàndia Meridional

Els alemanys de Jutlàndia Meridional (o Slesvig Septentrional) són una minoria lingüística de parla alemanya a Dinamarca. Són la minoria nacional autòctona més important de la Dinamarca continental (o sigui, sense comptar Groenlàndia i les Illes Fèroe).

## Situació
Viuen al Comtat de Jutlàndia Meridional (en alemany, Nordschleswig). Són entre 15.000 i 20.000 individus, dels quals només el 20% empra l'alemany en les relacions quotidianes, concentrats als municipis de Tinglev (Tingleff), Aabenraa (Apenrade), on editen el diari Der Nordschleswiger, i Haderslev (Hadersleben).

## Estatut legal
La llengua rep cert suport dels 16 regidors que tenen a 9 consells municipals, però no hi ha reconeixement oficial, ja que el danès és l'única llengua oficial. Tot i així, els 8.000 que es declaren encara germanòfons tenen protecció especial mercè el Bonn-Kopenhagener Erklärungen (Acord germanodanès) del 1955.

## Organitzacions i partits

Bandera de la BDN

Són representats pel Bund Deutscher Nordschleswiger (Lliga dels Alemanys de Slesvig Nord, BDN) associació cultural dels alemanys de Jutlàndia Meridional amb la finalitat de fomentar l'ús i l'ensenyament de la llengua alemanya. Té 4.100 membres i el seu partit polític, l'Slesvigsk Parti (Schleswigsche Partei) té alguna presència institucional. És membre de la Unió Federalista de les Comunitats Ètniques Europees (UFCEE).(BDN, 4.100 membres) i el seu partit polític, el Slesvigsk Parti (Schleswigsche Partei) i la Deutscher Schul- und Sprachverein für Nordschleswig (Associació per a la llengua i escola alemanyes a Slesvig Nord), que manté 24 llars d'infants (600 alumnes), 18 escoles maternals (1.200 alumnes) i un Deutsches Gymnasium a Abenra amb l'ensenyament en alemany. Endemés, l'alemany és la segona llengua d'ensenyament a les escoles públiques daneses.
El diari Der Nordschleswiger, gairebé tot ell en alemany, edita 4.000 exemplars. i l'associació Heimatkundliche Arbeitsgemeinschaft für Nordschleswig treu l'almanac anyal Deutscher Kalender für Nordschleswig. No hi ha programes de ràdio i televisió locals, però reben perfectament els que s'emeten des d'Alemanya. També se celebra un festival de caràcter folklòric, Knivsbergfest.